# 赫尔曼·索尔夫住宅
36°4′7″N 120°19′30.5″E / 36.06861°N 120.325139°E
赫尔曼·索尔夫住宅，或称延国符旧宅，是位于中国山东省青岛市市南区齐东路1号的一座住宅，建于1909年，最初为青岛德占时期德国人赫尔曼·索尔夫的住宅，后来先后成为日本驻青岛总领事馆职员宿舍、延国符宅邸，现为民居，为市南区一般不可移动文物。

## 历史
齐东路1号建于1909年5月至12月，由德国建筑师舒备德设计，最初为胶澳总督府码头管理局（Kajenverwaltung）局长赫尔曼·索尔夫（Hermann Solf）的住宅。1914年日军占领青岛后，索尔夫于1915年携家眷离开青岛。1922年北洋政府收回青岛主权后，该楼为日本驻青岛总领事馆保留财产，作为领事馆官员住宅使用。1945年日本投降后，该楼应已作为敌产由国民政府接收。1948年，行政院善后救济总署鲁青分署署长、国军中将延国符购入该楼居住。1950年1月至1953年7月，新民主主义青年团（即今中国共青团）青岛市团校曾在此办学，后迁至湖北路17号共青团青岛市委办公楼
。该楼现为民居。2006年5月20日，该建筑列入第二批青岛市历史优秀建筑。2009年7月27日，该建筑以“日本使馆宿舍旧址”之名列入市南区未核定为文物保护单位的不可移动文物（一般不可移动文物）名录。

## 建筑特色

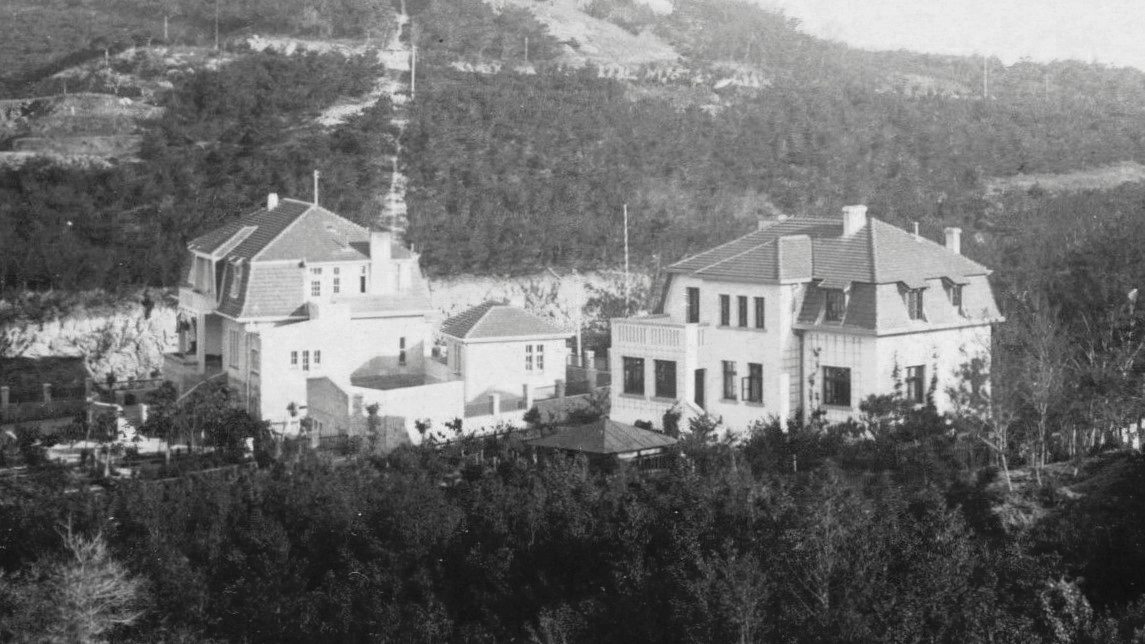
索尔夫住宅（右）与大法官克鲁森住宅（左），1910年代

齐东路1号建筑面积约396平方米，楼高2层，有阁楼和地下室，砖石木结构。花岗岩砌基，黄色水刷墙，四坡屋顶，局部为蒙莎屋顶，覆红瓦，开矩形老虎窗。南北两侧各有一处入口，门窗均为矩形。